# 아카이아 속주

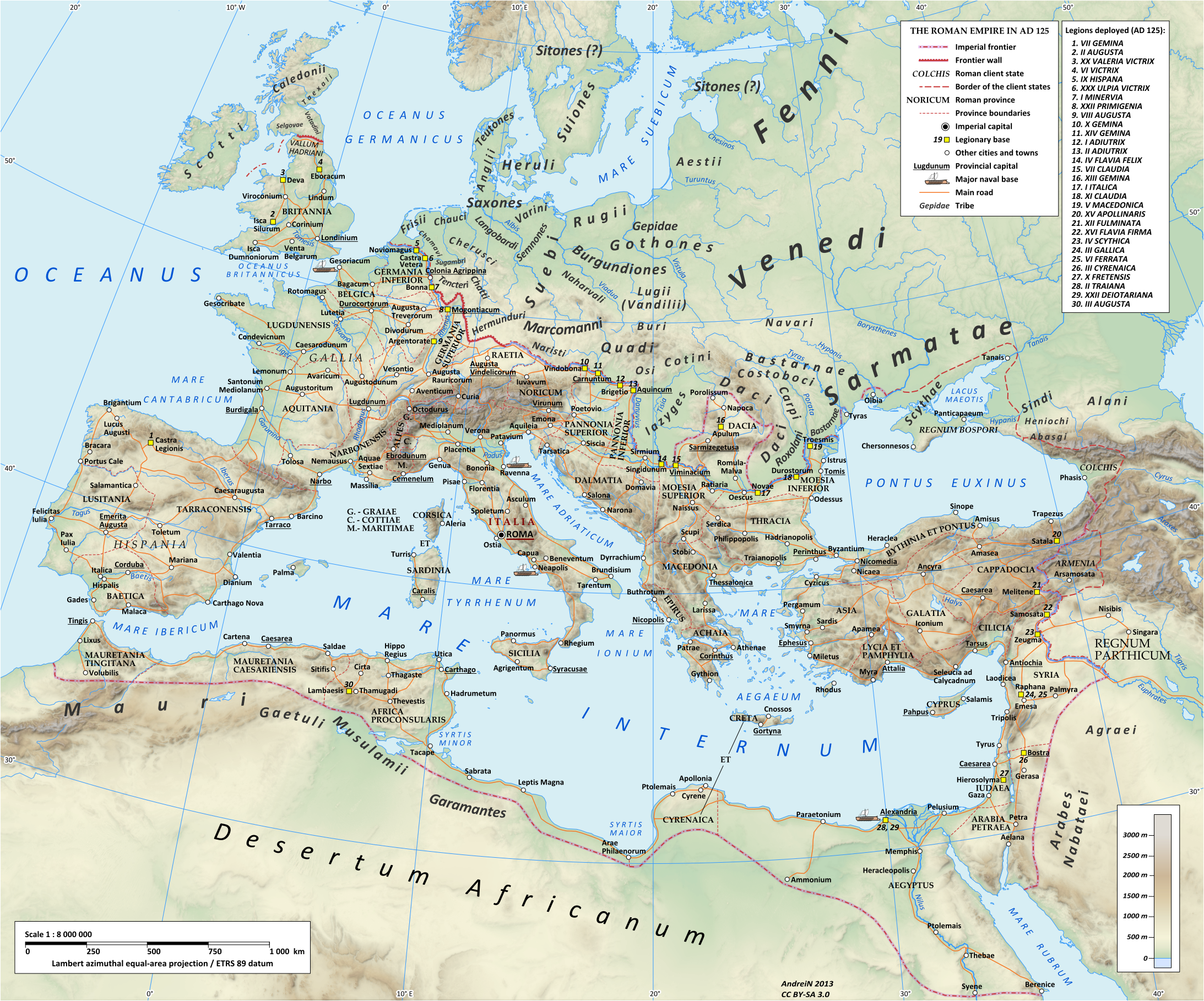
원로원 속주 아카이아 (그리스 남부)를 나타내는, 하드리아누스 시기 (재위 117-138년)의 로마 제국

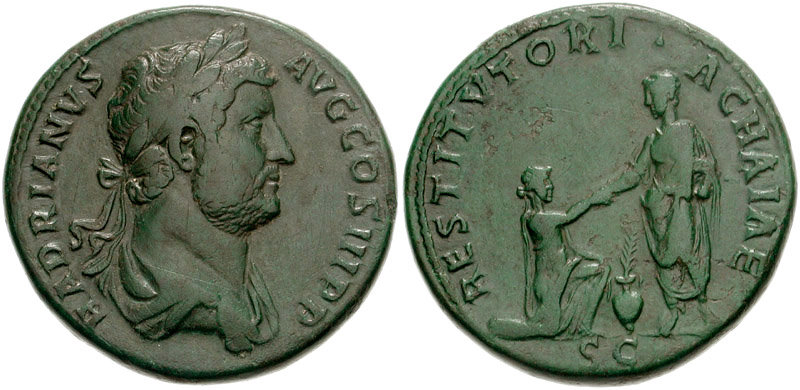
아카이아 속주를 기념하는, 하드리아누스의 세스테르티우스.

아카이아 속주(그리스어: Ἀχαΐα, Akhaia 라틴어: Achaia)는 펠로폰네소스반도, 아티카, 보이오티아, 에우보이아, 키클라데스 제도 및 프티오티스, 에톨로아카르나니아, 포키스 등의 일부 지역들로 구성된, 로마 제국의 속주이다. 북쪽으로는, 에피루스 베투스, 마케도니아 속주들과 접한다. 아카이아 지역은 "아카이쿠스" (Achaicus, "아카이아의 정복자")라는 코그노멘을 수여받은, 로마의 장군 루키우스 뭄미우스가 코린토스 약탈을 한 것에 뒤이어, 기원전 146년에 로마 공화정에 합병되었고, 그리스 본토 지역 전체를 아울렀던 마케도니아 속주의 일부가 되었다.
아카이아는 원로원 속주였고, 따라서 군인과 군단들이 없었고, 원로원 의원들이 다스리기에 가장 명망있고 인기있는 지역들 중 하나였다. 아테네는 알렉산드리아만이 견줄 수 있는, 제국의 엘리트들에게 주요한 교육의 중심지였고, 제국의 가장 중요한 도시들 중 하나였다. 아카이아는 야만인의 침입을 처음 겪은 고대 후기까지 로마 세계에서 가장 번영하고 평화로운 지역들이었다. 6세기의시네크데모스에서 확인되었듯이, 이 지역은 번영하고 고도의 도시화가 이뤄진 곳이었다.
7세기의 슬라브족의 침입은 광범위한 파괴로 이어졌고, 많은 사람들이 요새화된 도시들 및, 에게해의 섬들, 이탈리아 등으로 도망쳤으며, 반면 몇몇 슬라브 부족들은 내륙 지역에 정착하였다. 비잔티움 제국에 남아있던 아카이아 지역들은 헬라스라는 테마 제도로 재조직되었다.

## 역사
기원전 150-148년에, 로마인들은 제4차 마케도니아 전쟁을 벌여, 전쟁 후에, 과거 그리스 본토에서 가장 크고 강력했던 국가인 마케도니아를 합병했다. 기원전 146년에 아카이아 동맹은 로마인들에게 반란을 일으켰다. 그러나 로마가 훨씬 군사력이 강했기에 희망없는 전쟁이었다. 고대 그리스 학자 폴리비오스는 아카이아 동맹이 로마의 힘에 맞설 수 있다는 민족주의를 선동하고, 무모한 결정을 하게하고, 자멸적인 전쟁을 불러일으킨 것에 대해서 아카이아 동맹의 도시들의 민중 지도자들을 비난하였다. 아카이아 동맹은 순식간에 패배했고 이들의 중심 도시 코린토스는 파괴되었다. 로마는 그리스 본토 전역을 합병하기로 결정했고 아카이아는 마케도니아 속주의 일부가 되었다. 아테네와 스파르타 같은 일부 도시들은 자신들의 영토 내에서 자치권을 유지했다.
제1차 미트리다테스 전쟁 (기원전 89-85년)이 아카이아 속주의 일부가 된, 보이오티아와 아티카에서 치러졌다. 기원전 89년에 폰토스의 왕 미트리다테스 6세는 로마의 아시아 속주 (아나톨리아 서부)를 점령했다. 미트리다테스는 아르켈라오스 (핵심 군 지휘관)을 그리스로 파견했고, 그곳에서 아리스티온을 그리스의 참주로 옹립했다. 로마 집정관 루키우스 코르넬리우스 술라는 에피루스 (그리스 서부)에 상륙하여 아테네로 진격했다. 그는 아티카로 향하면서 보이오티아를 걸쳐갔다. 술라는 기원전 87-86년 동안 아테네와 피레아스를 포위했으며 그 후 아테네를 약탈하고 피레아스를 파괴했다. 그 뒤 그는 기원전 86년에 보이오티아에서 일어난 카이로네아 전투 및 오르코메노스 전투에서 아르켈라오스를 패배시켰다. 따라서 로마의 그리스 지배가 유지되었다.
아카이아의 상업은 더 이상 로마의 상업에 대한 경쟁자가 되지 못하였다. 안토니우스와 클레오파트라가 패한 후, 대략 기원전 31년에 아우구스투스 황제는 마케도니아를 아카이아에서 분리시켰지만, 그럼에도 공화정 시기에는 원로원 속주 지위를 유지했다. 서기 15년, 티베리우스 황제는, 원로원 속주의 프로콘술들의 잘못된 관리에 대한 불행에 반응하며, 아카이이와 마케도니아를 황제 속주로 만들었다. 이 속주들은 서기 44년에 클라우디우스 황제의 개혁 때 원로원 속주로 복원되었다.
시간이 흘러, 그리스는 서서히 재건되어, 헬레노필레 하드리아누스 (117-138) 황제 재위 기간에 절정에 이르렀다. 그리스 학자 헤로데스 아티쿠스와 같이, 하드리아누스는 거대한 재건 계획에 착수했다. 그는 아테네와 그리스의 많은 도시들을 아름답게 가꾸었다.

## 경제
구리, 납, 은 광산들이 아카이아에서 개발되었지만, 그럼에도 생산량은 노리쿰, 브리타니아, 히스파니아의 속주들 같은 다른 로마의 지배권에 있던 지역들의 광산들만큼은 많지 않았다. 그리스 채석장의 대리석은 상품적 가치가 있었다.
교육을 받은 그리스 노예들은 의사 및 교사 역할로 로마에서 많은 수요가 있었고, 지식인들은 중대한 수출품이었다. 또한 아카이아는 가구, 도기, 화장품, 리넨 같은 가정용 사치품들을 생산했다. 그리스제 올리브와 올리브유는 제국의 나머지 지역으로 수출되었다.

## 로마 총독 목록
- 푸블리우스 루틸리우스 (루푸스) 누두스 (기원전 89년경)[4][5][6]
- 가이우스 퀸크티우스, 가이우스 필리우스, 트로구스 (기원전 50년대)[7][8]
- 푸블리우스 루틸리우스 루푸스 (기원전 48년)
- 세르비우스 술피키우스 루푸스 (기원전 46—45년)
- 푸블리우스 멤미우스 레굴루스 (서기 31년과 37년 사이, 마케도니아 속주와 함께)
- 루키우스 유니우스 갈리오 안나이아누스 (54년 이전)
- 가이우스 칼푸르니우스 피소 (1세기 초)
- Aegeates (70년대경)
- 티투스 아비디우스 퀴에투스 (91—92년)[9]
- 가이우스 아비디우스 니그리누스 (90년대경)
- 아르메니우스 브로쿠스 (90년대경)
- L. 무나티우스 갈루스 (90년대경)
- M. 메티우스 루푸스 (90년대경)
- 루키우스 헤렌니우스 사투르니누스 (98—99년)
- 루키우스 율리우스 마리누스 카이킬리우스 심플렉스 (99—100년)
- C. 카리스타니우스 율리아누스 (100—101년)
- 가이우스 미니키우스 푼다누스 (101년과 103년 사이)
- 카시우스 롱기누스 (109년 이전)
- 가이우스 아비디우스 니그리누스 (105년과 110년 사이)
- 티투스 칼레스트리우스 티로 오르비우스 스페라투스 (111—112년)
- 카시우스 막시무스 (116—117년)
- C. 발레리우스 세베루스 (117—118년)
- 클로디우스 그라니아누스 (118—119년)
- T. 프리페르니우스 파이투스 로시아누스 게미누스 (122—123년)
- 루키우스 안토니우스 알부스 (127—128년)
- C. 율리우스 세베루스 (133—134년)
- 가이우스 율리우스 스카풀라 (135—136년)
- 율리우스 칸디우스 (136—137년)
- 루키우스 마르키우스 켈레르 마르쿠스 칼푸르니우스 롱구스 (134년과 144년 사이)[10][11]
- Q. 리키니우스 모데스티누스 Sex. 아티우스 라베오 (144—145년)[12]
- 섹스투스 퀸틸리우스 콘디아우스 (170년과 175년 사이)
- 섹스투스 퀸틸리우스 발레리우스 막스무스 (170년과 175년 사이)
- 루키우스 알비누스 사투르니누스 (175년과 182년 사이)
- 가이우스 사부키우스 마이오르 카이킬리아누스 (184—185년)[13]
- 루키우스 칼푸르니우스 프로쿨루스 (184—185년)
- 가이우스 카이소니우스 마케르 루피니아누스 (192년경)
- 푸피에누스 막시무스 (2세기 말)
- 가이우스 아시니우스 프로티무스 콰두라투스 (192년과 211년 사이)
- [M.?] 클라우디우스 데메트리우스 (193년과 198년 사이)
- 마르쿠스 아이밀리우스 사투르니누스 (192년과 211년 사이)
- 마르쿠스 아우렐리우스 아마란투스 (193년과 211년 사이)
- 루키우스 율리우스 율리아누스 (198년과 211년 사이)
- 아우렐리우스 프로쿨루스 (2세기 말)
- 퀸투스 플라비우스 발부스 (200년과 213년 사이)
- 루키우스 루키우스 프리실리라아누스 (211년과 217년 사이)
- 그나이우스 클라우디우스 레온티쿠스 (3세기 1분기)
- 루틸리우스 푸덴스 크리스피누스 (234—237년)
- 마르쿠스 울피우스 (2세기 말/3세기 초)
- [Ge]미니우스 모데스투스 (222년과 235년 사이)
- [...]우스 파울리누스 (세베루스 왕조 시기)
- Ti. 클라우디우스 Ti. 메[비우스 프]리스ㅋ[ㅜ스 ㅇ]ㅠ니오르 (221년과 250년 사이)[14]
- 발렌스 테살로니쿠스 (갈리에누스 시기, 250년대)
- 아우렐리우스 발레리우스 툴리아누스 심마쿠스 (319년경)
- 스트라테기우스 무소니아누스 (353년)
- 플라비우스 헤르모게네스 (350년대)
- 베티우스 아고리우스 프라이텍스타투스 (364년경)

## 같이 보기
- 로마 및 비잔티움령 그리스의 역사
- 로마 속주